# Dello
Dello is een gemeente in de Italiaanse provincie Brescia (regio Lombardije) en telt 4625 inwoners (31-12-2004). De oppervlakte bedraagt 23,5 km², de bevolkingsdichtheid is 183 inwoners per km².

## Demografie
Dello telt ongeveer 1787 huishoudens. Het aantal inwoners steeg in de periode 1991-2001 met 15,5% volgens cijfers uit de tienjaarlijkse volkstellingen van ISTAT.
| Jaar | Inwoneraantal |
| ---- | ------------- |
| 1991 | 3662          |
| 2001 | 4231          |

## Geografie
Dello grenst aan de volgende gemeenten: Azzano Mella, Bagnolo Mella, Barbariga, Capriano del Colle, Corzano, Longhena, Mairano, Offlaga.